# Precious Illusions
«Precious Illusions» es una canción de Alanis Morissette perteneciente a su quinto álbum de estudio Under Rug Swept de 2002. Fue publicado como el segundo sencillo del álbum y fueron lanzados dos CD Singles.

## Concepto
Su letra describe un conflicto entre idealismo y realismo, y su protagonista se refiere a sus fantasías infantiles como "Precious Illusions" que se ha distanciado de ella con un sentimiento que le recuerda la "separación con un amigo imaginario". Sin embargo, ella demuestra que ha conservado un sentido de color rosa, de optimismo romántico en la edad adulta, cuando se expresa un anhelo de esperanza para el matrimonio ( "el anillo") y un marido ( "usted caballero en armadura brillante"). Morissette dijo sobre la canción: "Cuando uno va creciendo se da cuenta de que muchas de las cosas que se creen verdaderas cuando se es joven no lo son, y eso es decepcionante".

## Recepción
«Precious Illusions» no recibió mucha difusión radial en los Estados Unidos a diferencia de su anterior sencillo "Hands Clean". Alcanzó su máxima posición en el Adult Top 40 llegando al puesto 20, pero no logró entrar en el Billboard Hot 100. Alcanzó el número cuatro en Canadá y los 10 primeros puestos en Chile.

## Lista de canciones
CD1
1. «Precious Illusions»
2. «Hands Clean» (acoustic)
3. «Sorry 2 Myself»

CD2
1. «Precious Illusions»
2. «Offer»
3. «Bent 4 U»

## Posicionamiento
| Listas (2002)                     | Posicionamiento |
| --------------------------------- | --------------- |
| Canada Top 50 Singles             | 4               |
| Italia Top 50 Singles             | 21              |
| Australia Top 100 Singles         | 41              |
| Reino Unido Top 75 Singles        | 53              |
| Alemania Top 100 Singles          | 77              |
| Países Bajos Mega Top 100 Singles | 79              |
| Suiza Top 100 Singles             | 95              |
| U.S. Billboard Adult Top 40       | 20              |